# Pierre Redon
Pierre Redon, né le 29 juin 1976 à Clermont-Ferrand, est un compositeur de musique d’avant-garde et artiste transdisciplinaire français. Il est aussi auteur, musicien, producteur, photographe, cinéaste, connu pour Les Marches Sonores et fondateur du studio multimédia Les Sœurs Grées.

## Biographie
Pierre Redon constitue une œuvre dont les préoccupations sont écologiques et anthropologiques et utilise une diversité de médiums. Il navigue entre la création sonore, la réalisation de films, des recherches anthropologiques et sociologiques, la pratique du documentaire, la photographie, l’art textile, la cartographie et l’édition.
De 1995 à 1999, il étudie la composition musicale et la guitare, et collabore avec des musiciens de la scène de la musique électronique et expérimentale tel que Ketih Rowe, Luc Ex de 4 Walls, toy.bizarre, Etsuko Chida, Pierre Lasternas, Marc Guillerot, etc. Sa pratique est tout d’abord tournée vers la musique improvisée et la musique noise.
En 1999 Il fonde le collectif d’artistes l’Oreille Électronique où il mène des travaux de recherches dans des œuvres transdisciplinaires.[réf. nécessaire]
À partir de 2003, par la pratique du Field Recording, le son dans le paysage est un axe central de son art et il met en jeu la relation au paysage qu’il définit, lors d'une conférence donnée aux Beaux-arts de Paris, comme une lisière : un état de conscience d’une relation sensible à l’environnement. Son travail s’ouvre à des installations plastiques, des travaux graphiques, au documentaire, à l’image, et la marche s’y intègre progressivement comme approche sensible des lieux par le corps.
Pierre Redon est notamment créateur des Marches Sonores, un projet hybride, qui tisse la parole des habitants, le son et la cartographie. Le marcheur muni d’un baladeur sonore va vivre une nouvelle expérience des lieux ainsi augmentés par la présence accompagnante de l’œuvre
En 2016, il inaugure une œuvre  s’échelonnant sur cinq années de création. Les Sons des Confins, constitue une série de 8 Marches Sonores sur plus de 600 km des sources de la Vienne, en suivant le cours de cette rivière, jusqu’à l’estuaire du fleuve la Loire. Cette création s’inscrit dans le cadre de la Commande Publique Artistique du Ministère de la Culture et de la communication avec une œuvre d’art sonore et immatérielle. L'ouvrage qui en résulte est accompagné d'un texte du critique d'art et essayiste Christophe Domino,.
Alors qu’il a déjà réalisé quinze Marche Sonore en France, ses recherches durant cette période sont tournées vers l’anthropologie et l’écologie qu’il utilise comme processus créatif basé sur l’interaction. Dans ses conférences il met en avant une approche qui dissocie l’écologie humaine effective -la relation concrète au milieu - de l’écologie culturelle - la capacité à conceptualiser la vie dans le milieu- pour mener ses investigations de terrain. De 2007 à 2016, il est invité à donner des conférences sur ces thématiques dans les milieux universitaires.
Son travail sur l’hypnose et le soin, initié dans la Marche Sonore, Lichen, corps genre et sexualité en 2015, commandée par la ville de Reims, lui ouvre de nouvelles voies dans son approche du documentaire, de l’écologie et du son.
Il développe la création d'une musique organique et instinctive qui combine de multiples approches de composition avec des musiciens venus de tous les horizons musicaux : écriture graphique, improvisation, communication orale, techniques instrumentales ou électroacoustiques.

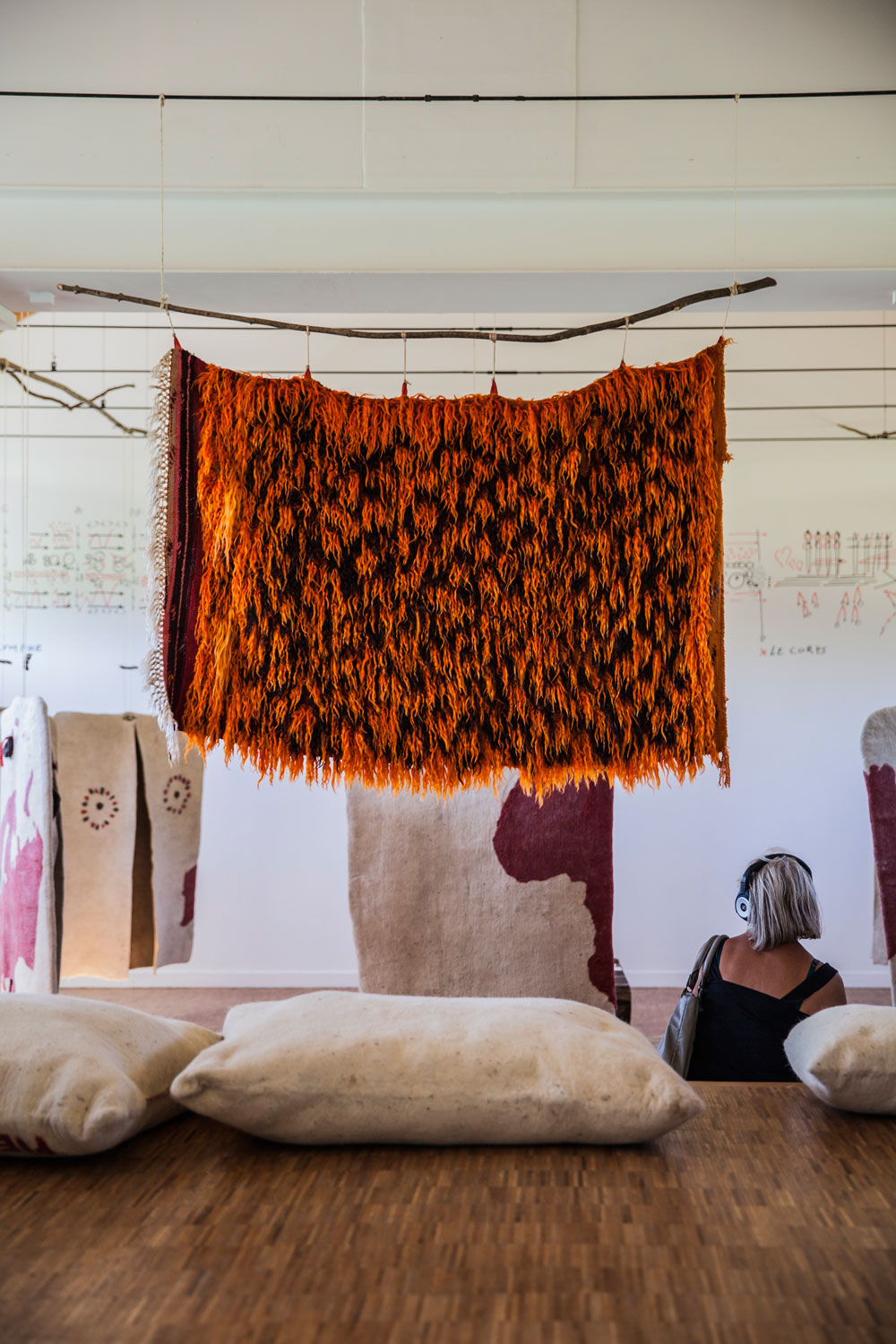
Tülü de Pierre Redon au C.I.A.P. de l'Île de Vassivière.

On retrouve cette approche dans la partie musicale de l’œuvre Tülü. Dans cette œuvre, le son prélude au rituel participatif qui invite le public à faire don d’une mèche de cheveux et d’un dessin sur la thématique de la naissance, pour « tisser la mémoire de l’humanité dans un tapis de cheveux ». Cette œuvre a été présentée en Chine au MCAM (Ming Contemporary art Museum) à Shanghai et en Amérique du Sud au Teatro Jorge Eliécer Gaitán, au Museo de Trajes à Bogota et au Cementerio Museo San Pedro à Medellín (es).

## Controverses
De 2001 à 2020 il travaille à la création d’une œuvre nommée « 9 » Le Son et le Soin dans laquelle il met en avant les relations du corps avec le son et son travail sur les mémoires transgénérationnelles. Il y questionne les relations qu’entretiennent la magie et la science en organisant un séminaire avec les médecins psychiatres du Centre hospitalier de Cadillac : « Quand les Magiciens rencontrent les Scientifiques ». Ce projet fait controverse, une alerte fut effectuée en janvier 2020 par la MIVILUDES ce qui mets fin au partenariat.
En 2020, ce même projet artistique est proposé à des lycéens d'un lycée professionnel dans la Creuse. Informé, l'inspecteur d'académie a fait annuler l'opération en découvrant que celui-ci promouvait des pratiques médicales sans fondement scientifique tels que les constellations familiales ou la reprogrammation cellulaire à travers la tenue de « cérémonies des chakras » et autres « réharmonisations » des centres énergétiques des lycéens,.
En juin 2020, le centre hospitalier de Cadillac porte plainte contre l'artiste et son association Les Sœurs Grées pour pratique illégale de la médecine.

## Œuvres

### Marche Sonore
- 2007 : Marche Sonore au Markstein – Paysage Montagnard #1 Le Markstein (Creuse)
- 2009 : Marche Sonore EAU # 1 & EAU #  (Nemini Parco) - Faux-la-Montagne & Felletin (Creuse)
- 2011 :  Vestiges ou les Fondements d’une Cyberécologie] / Saint-Ouen-l'Aumône (Val-d'Oise)
- 2015 : Lola – Commande & Slack Deux-Caps art Festival / Audinghen (Marne)
- 2015 : Lichen, corps, genre et sexualité - Édition MF & Les Sœurs grées / commande de la Ville de Reims (Marne)
- 2016 :  Les Sons des Confins – Commande publique Artistique du Ministère de la Culture (France)

### Expositions
- 2013 : Tülü / CIAP (Centre International d’Art et du Paysage) de l’île de Vassivière.
- 2014 : Les rencontres du Tülü / Cité internationale de la Tapisserie &  Scène Nationale d’Aubusson (Creuse).
- 2017 : Tülü / / Musée des costumes de Bogota], Théâtre Jorge Eliécer Gaitán & Musée Cimetière San Pedro à Medellin (es).
- 2017 : « Ce que le roi ne voit pas » / Château d’Oiron Centre des Monuments Nationaux, création sonore interactive[19].
- 2018 :  Les Sons des Confins / L’Ascenseur Végétal - Bordeaux (Gironde)
- 2019 :  Tülü /  McaM, (Ming Contemporary Art Museum)] dans le cadre du  Festival « croisements » de l’Institut Français à Shanghai.

### Filmographie
- 2009 : Miage, un film de Edmond Carrère et Pierre Redon, production : Pyramide production, édition : Les Films du Paradoxe.
- 2020 : « 9 » le Son et le Soin. Série documentaire produite par Les Sœurs Grées pour la plateforme numérique Son et soin.

### Musique de Films
- 2007 : Une Histoire Galicienne – Réalisateur : Patrick Séraudie (Pyramide productions)
- 2008 : La Petite Russie– Réalisateur Patrick Séraudie (Pyramide productions)
- 2009 : Au bout de la Nuit– Réalisateur Patrick Séraudie (Pyramide productions)
- 2009 : Miage - Réalisateur : Edmond Carrère & Pierre redon (Pyramide production)
- 2011 : Une vie avec Oradour – Réalisateur : Patrick Séraudie (Pyramide productions)
- 2014 : Le Silence & la Douleur – Réalisateur : Patrick Séraudie (Pyramide productions)

## Éditions

### Discographie
- 2022 : Miage - original soundtrack (recorded in 2009) - label : Les Sœurs Grées
- 2020 : Chakras & 5 Éléments, with ensemble 9 - label : Les Sœurs Grées
- 2018 : Tülü - avec l’Ensemble Tülü - Vinyle - label : Les Sœurs Grées
- 2008 : Toy.bizarre & Pierre Redon : Saisons –  Auf Abwegen – CD
- 2002 : Solo – L’Oreille Électronique - CD

### Publications
- 2018 : Tülü - Éditions Loco],  (ISBN 978-2-84314-004-4) -Sérigraphie originale, deux livres, un vinyle 33 tours.
- 2016 :  Les Sons des Confins, Éditions Loco,  (ISBN 9782919507511) - édition interactive : Livre photographique, journal, jeu de tarot, Application Smartphone.
- 2011 : Vestiges ou les fondements d’une cyberécologie -, Éditions MF, collection Dehors,  (ISBN 9782915794540) – Livre, carte, CD.
- 2015 :  Lichen, corps genre et sexualité, MF Éditions,  (ISBN 978-2915794656) – édition interactive : Application Smartphone.
- 2009 : Marche Sonore EAU # 1 & EAU # 2 (Nemini Parco) / Faux-la-Montagne & Felletin (23), Éditions MF  (ISBN 978-2-9157-9461-8).